# Ertan Koç
Ertan Koç (* 6. August 1987 in Istanbul) ist ein türkischer Fußballspieler, der für Gaziantep Büyükşehir Belediyespor spielt.

## Karriere
Koç begann mit dem Vereinsfußball in der Jugendabteilung von Doğan Güneşspor und durchlief die Jugendabteilungen verschiedener Amateurvereine. 2005 wechselte er in die Jugend von Sarıyer SK. Hier erhielt er im Sommer 2005 einen Profivertrag und spielte zwei Jahre lang für diese. 
2009 heuerte er beim Erstligisten Gaziantepspor an und wurde hier nach dem Saisonvorbereitungscamp an Gaziantep Büyükşehir Belediyespor ausgeliehen. Nach einem Jahr verließ er Gaziantepspor und spielte der Reihe nach für Adana Demirspor und Konya Şekerspor.
Zum Sommer 2012 wechselte er zu seinem alten Verein, zum Zweitligisten Gaziantep Büyükşehir Belediyespor. Zur Winterpause der Saison 2012/13 verließ er Gaziantep BB und ging zum Drittligisten Turgutluspor.